# اچ‌ام‌اس جیمز وات
اچ‌ام‌اس جیمز وات (به انگلیسی: HMS James Watt) یک کشتی بود که طول آن ۱۹۸ فوت ۵ اینچ (۶۰٫۵ متر) بود. این کشتی در سال ۱۸۵۳ ساخته شد.